# Cave Story
Cave Story (яп. 洞窟物語 до:куцу моногатари, букв. «пещерная история») — бесплатная компьютерная игра в жанре метроидвания, созданная японским программистом Дайсукэ Амаей (творческий псевдоним Pixel) и выпущенная в декабре 2004 года. Спустя некоторое время игра получила популярность в Интернете. Cave Story описывается многими игровыми изданиями как одна из самых значимых инди-игр, выделяя, что над ней трудился лишь один человек, и учитывая её влияние на игровую индустрию.

## Геймплей
Cave Story представляет собой классический двухмерный нелинейный платформер и похожа по игровому процессу на такие классические игры, как Metroid (Nintendo) и Castlevania (Konami). Значительную часть игрового процесса занимает стрельба и прыжки по платформам, но также большое внимание уделяется квестовому элементу: выполнению различных заданий, сбору компонентов, необходимых для продвижения в игре и т.д.

## История разработки
Игра разрабатывалась автором около пяти лет. Изначально вышла для Microsoft Windows, 20 декабря 2004 года. Позже любителями, по согласию со стороны автора, был сделан порт для Mac OS X, Linux, а также для Xbox, PSP и Game Park GP2X, планировалась версия для Nintendo DS (изначально — для Game Boy Advance), но свет увидела только техническая демо-версия, в которой можно побегать по нескольким локациям. В 2010 году вышел порт для магазина приложений DSiWare, изданный Nicalis. Появилась переработанная версия для Nintendo Wii, а затем и для Nintendo 3DS. 23 ноября 2011 года в Steam вышла Cave Story+, с улучшенной графикой, звуком и новыми игровыми режимами. 21 декабря 2012 года в составе Humble Indie Bundle 7 появилась также версия Cave Story+ для Linux.

## Отзывы
| Сводный рейтинг       | Сводный рейтинг |
| Агрегатор             | Оценка          |
| --------------------- | --------------- |
| GameRankings          | 90,31 %         |
| Иноязычные издания    |                 |
| Издание               | Оценка          |
| Edge                  | 8/10            |
| Русскоязычные издания |                 |
| Издание               | Оценка          |
| «Страна игр»          | (WiiWare)       |

Летом 2018 года, благодаря уязвимости в защите Steam Web API, стало известно, что точное количество пользователей сервиса Steam, которые играли в Cave Story+ хотя бы один раз, составляет 590 104 человека.